# Nicolas Gigault
Nicolas Gigault, (nabij Parijs, circa 1627 - Parijs, 20 augustus 1707) was een Franse organist en componist.

## Levensloop
Gigault was een officieel benoemde organist van verscheidene Parijse kerken: Saint-Honoré (1646), Saint-Nicolas-des-Champs (van 1652 tot 1701), Saint-Martin-des-Champs (1673), en l'Hôpital du Saint-Esprit (1685). Met Nivers en Lebègue, vormt hij de eerste generatie van organisten die uit het strakke kader van de polyfonie komt kort daarvoor nog geïllustreerd door onder andere Jehan Titelouze, Charles Racquet en François Roberday om een meer instrumentele stijl te omarmen, zonder daarbij de wereldse zangmuziek na te bootsen.
Hij had Jean-Baptiste Lully als leerling zat in de jury toen Rameau in 1705 de functie van organist van Sainte Madeleine en Cité werd toegekend.
Hij liet achter:
- Een verzameling, voor orgel of klavecimbel, van 17 noëls (variaties op melodieën van kerstliedjes) waarboven een Allemande fuguée et ornementée (bewerking van een melodie van een dans) (1682);
- Een muziekboek voor het orgel (1685), een grote verzameling van 184 stukjes met een liturgisch karakter bevattende 2 missen, 3 hymnes (Pange lingua, Veni Creator, Te Deum), 7 suites, en een Tantum ergo voor 2 stemmen met echo en basso continuo.

- Bibliothèque nationale de France: cb14827806g (data)
- Gemeinsame Normdatei: 134384938
- International Standard Name Identifier: 0000 0000 8170 2370
- Library of Congress Control Number: n85381070
- MusicBrainz: 57d1aed5-72d6-4130-a562-f00f94892ed2
- Nationale Bibliotheek van Tsjechië: xx0170872
- Nederlandse Thesaurus van Auteursnamen: 320854469
- Istituto Centrale per il Catalogo Unico: DDSV269011
- Système universitaire de documentation: 119429543
- Virtual International Authority File: 100995820
- WorldCat: E39PBJm97HXGqggjHDfwrdPvpP